# Arroyo Riachuelo (Uruguay)
El Arroyo Riachuelo es un curso de agua uruguayo que atraviesa el departamento de  Colonia perteneciente a la cuenca hidrográfica del Río de la Plata.
Nace en la Cuchilla de la Colonia y desemboca en el Río de la Plata tras recorrer alrededor de  17 km.